# 冷井駅
冷井駅（ネンジョンえき）は、大韓民国釜山広域市沙上区にある釜山交通公社2号線の駅である。駅番号は224。

## 駅構造
相対式ホーム2面2線の地下駅。フルスクリーンタイプのホームドアが設置されている。出入口は6箇所に設けられている。

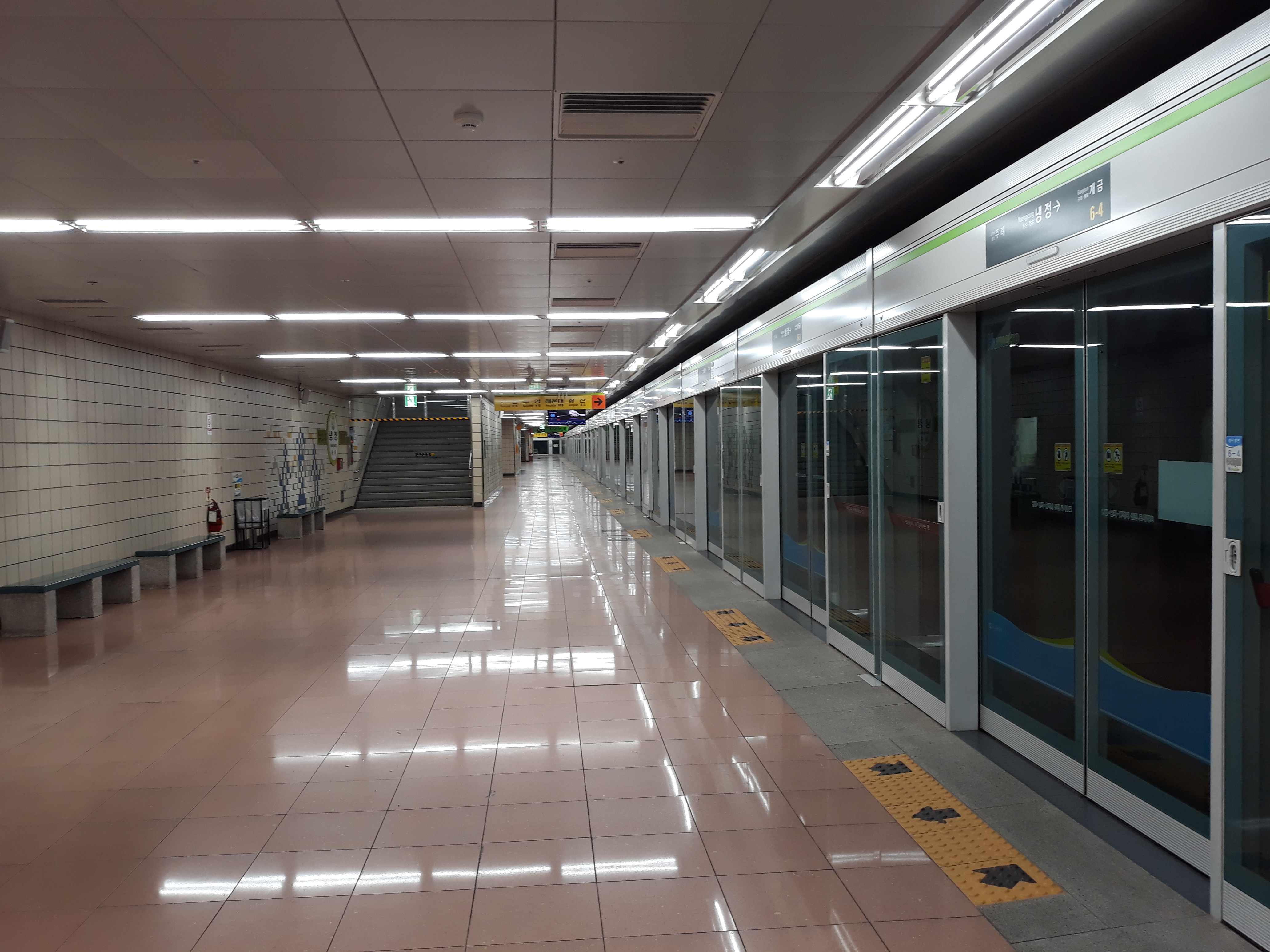
上りホーム（2018年5月）
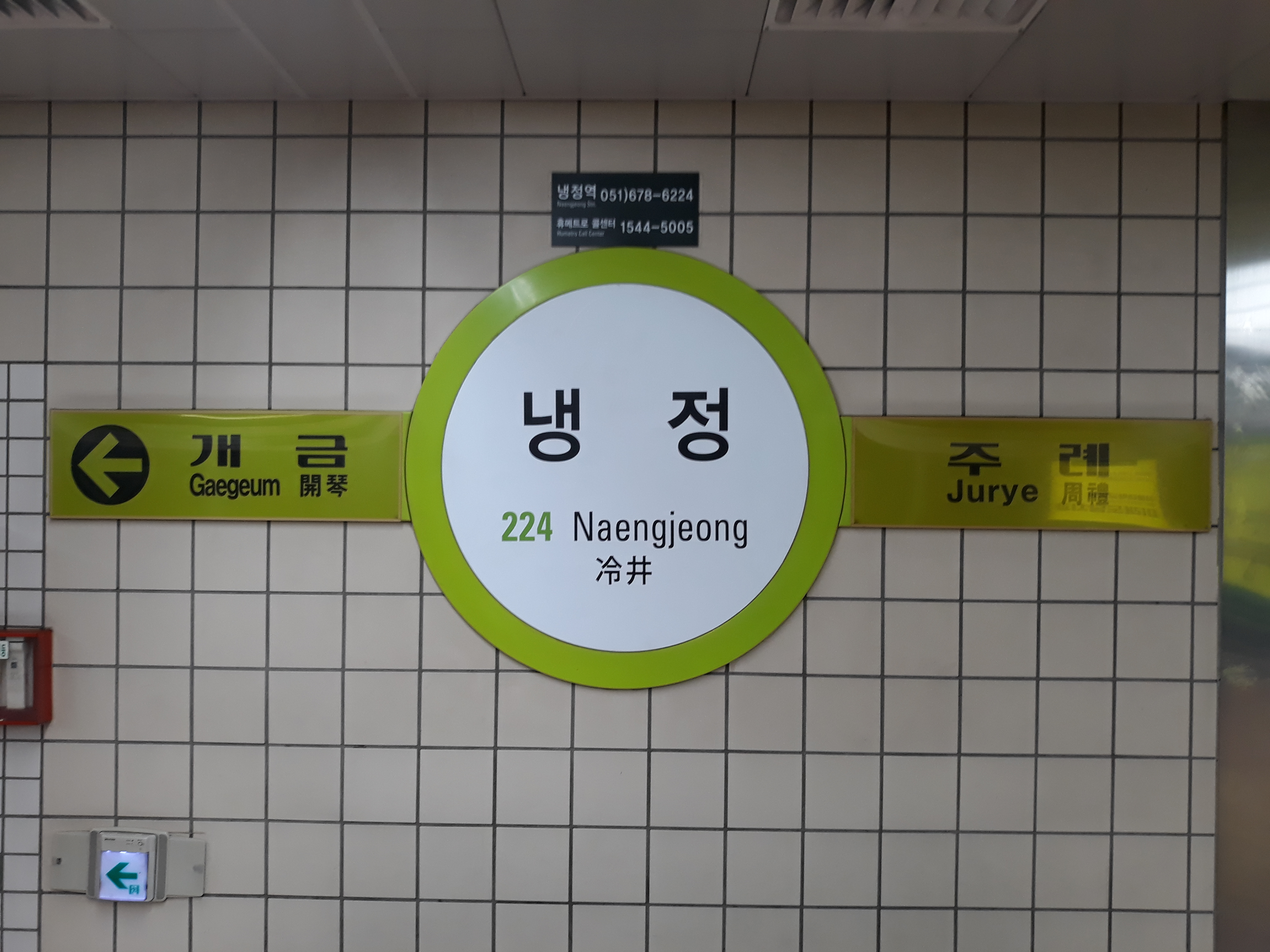
駅名標

### のりば
| 上り | 2号線 | 萇山方面 |
| 下り | 2号線 | 梁山方面 |

## 歴史
- 1999年6月30日 - 2号線開通に伴い開業。

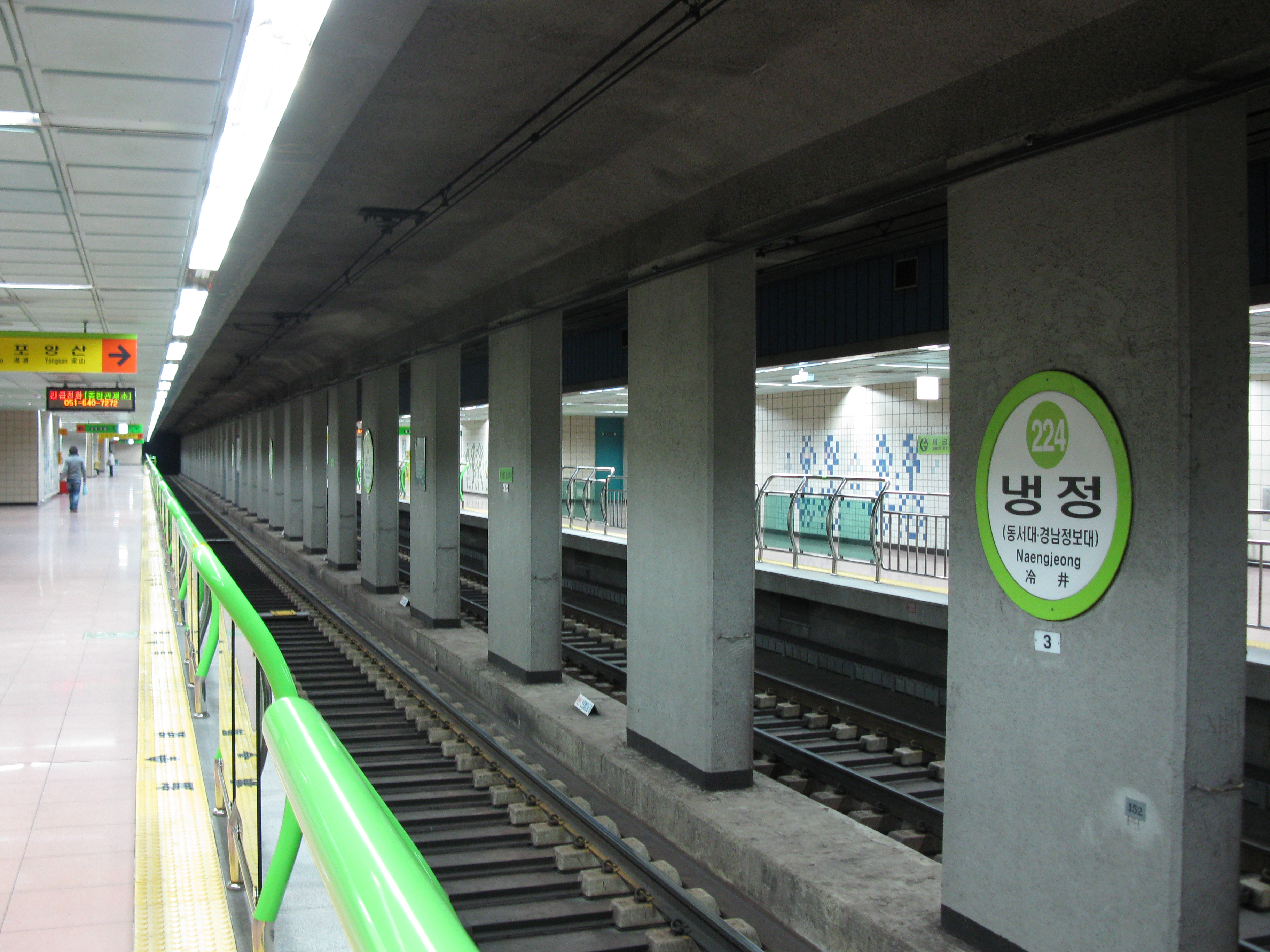
ホームドア設置前（2009年2月）

## 駅周辺
- 釜山沙上警察署周礼地区隊
  - 周礼1治安センター
- 周礼2洞行政福祉センター
- 慶南情報大学郵便局
- 周陽初等学校
- 周礼初等学校
- 周礼中学校
- 周礼女子高等学校
- 東西大学校
- 慶南情報大学校
- 釜山銀行冷井駅支店
- 釜山報勳病院

## 隣の駅
釜山交通公社
 2号線
開琴駅 (223) - 冷井駅 (224) - 周礼駅 (225)